# Список глав правительства Ливии
Список глав правительства Ливии включает лиц, возглавлявших правительство Ливии со времени провозглашения 24 декабря 1951 года независимости Объединённого Королевства Ливия, пришедшего на смену британским (Триполитания и Киренаика) и французской (Феццан) подопечным территориям ООН.
В настоящее время кабинет министров Ливии возглавляет Председатель Правительства национального единства (араб. رئيس لحكومة الوحدة الوطنية‎). В 2022 году в стране сложилось двоевластие: международно-признанное легитимное Правительство национального единства и оппозиционное Правительство национальной стабильности претендуют на власть в Ливии.
Использованная в первом столбце таблиц нумерация является условной; также условным является использование в первом столбце цветовой заливки, служащей для упрощения восприятия принадлежности лиц к различным политическим силам без необходимости обращения к столбцу, отражающему партийную принадлежность. В столбце «Выборы» отражены основания получения полномочий. Для удобства список разделён на принятые в историографии периоды истории страны. Приведённые в преамбулах к каждому из разделов описания этих периодов призваны пояснить особенности её политической жизни.

## Королевство Ливия (1951—1969)
27 сентября 1911 года Итальянское королевство предъявило Османской империи, владевшей Ливией с 1551 года, ультиматум с требованием дать согласие на оккупацию Триполитании и Киренаики. Не дождавшись ответа, Италия объявила Турции войну. 18 октября 1912 года между враждующими странами был подписан Лозаннский мирный договор, в соответствии с которым Османская империя отказывалась от всех прав на североафриканские провинции, которые переходили под контроль Италии. В ходе Второй мировой войны британские войска заняли Бенгази и Триполи. К февралю 1943 года Триполитания и Киренаика были под управлением военной администрации Великобритании, а Феццан — Франции. Согласно мирному договору с Италией, заключённому в 1947 году, последняя отказывалась от прав владения африканскими колониями в пользу Великобритании и Франции. Будущее подопечной территории в течение года должны были решить великие державы (Франция, Великобритания, США, СССР). Не прийдя к приемлемому соглашению, решение было принято ООН: 21 ноября 1949 года Генассамблея ООН проголосовала за предоставление Ливии независимости не позднее 1 января 1952 года. В ноябре 1950 года было созвано Национальное учредительное собрание Ливии, принявшее 7 октября 1951 года конституцию.
24 декабря 1951 года государство провозглашено независимым Объединённым королевством Ливия (араб. المملكة الليبية المتحدة‎), в которое на правах автономии вошли все три провинции. Королевство являлось конституционной монархией. В стране был создан парламент, состоящий из двух палат: Палаты представителей и Сената. Законодательная инициатива могла исходить как от парламента, так и от короля. Король обладал правом вето и правом роспуска парламента. В 1953 и 1954 годах Ливия заключила соглашения с США и Великобританией, в соответствии с которым последние размещали в стране военные базы. Однако в 1959 году в Ливии были обнаружены крупные запасы нефти, позволившие правительству отказаться от иностранной помощи. Из страны были выведены американские и британские военные базы. В 1963 году страна была провозглашена унитарным Королевством Ливия (араб. المملكة الليبية‎). В 1964 году возникла антимонархическая военная организация «Свободные офицеры — юнионисты-социалисты» (СОЮС). В сентябре 1969 года СОЮС во главе с Муаммаром Каддафи совершили в стране государственный переворот, свергнув короля и провозгласив Ливию республикой.
|        | Портрет | Имя (годы жизни) | Полномочия      | Полномочия      | Партия       | Пр.   |
| Начало | Портрет | Имя (годы жизни) | Окончание       |                 | Партия       | Пр.   |
| ------ | ------- | --- | --------------- | --------------- | ------------ | ----- |
| 1 (I)  |         | Махмуд аль-Мунтасир (1903—1970) араб. محمود المنتصر‎ (урожд. Махмуд Ахмед Диа ад-Дин аль-Мунтасир араб. محمود أحمد ضياء الدين المنتصر‎) | 24 декабря 1951 | 19 февраля 1954 | беспартийный | [ 3 ] |
| 2      |         | Мухаммед Сакизли (1892—1976) араб. محمد الساقزلي‎                                                                                      | 19 февраля 1954 | 12 апреля 1954  | беспартийный | [ 3 ] |
| 3      |         | Мустафа Бен Халим (1921—2021) араб. مصطفى بن حليم‎                                                                                     | 12 апреля 1954  | 26 мая 1957     | беспартийный | [ 3 ] |
| 4      |         | Абдель Маджид Каабар (1909—1986) араб. عبد المجيد كعبار‎                                                                               | 26 мая 1957     | 17 октября 1960 | беспартийный | [ 4 ] |
| 5      |         | Мухаммед Осман Саид (1924—2007) араб. محمد عثمان الصيد‎                                                                                | 17 октября 1960 | 19 марта 1963   | беспартийный | [ 5 ] |
| 6      |         | Мохиэддин Фикини (1925—1994) араб. محي الدين فكيني‎                                                                                    | 19 марта 1963   | 20 января 1964  | беспартийный | [ 5 ] |
| 1 (II) |         | Махмуд аль-Мунтасир (1903—1970) араб. محمود المنتصر‎ (урожд. Махмуд Ахмед Диа ад-Дин аль-Мунтасир араб. محمود أحمد ضياء الدين المنتصر‎) | 20 января 1964  | 20 марта 1965   | беспартийный | [ 5 ] |
| 7      |         | Хуссейн Мазик (1918—2006) араб. حسين مازق‎                                                                                             | 20 марта 1965   | 2 июля 1967     | беспартийный | [ 5 ] |
| 8      |         | Абдул Кадир аль-Бадри (1921—2003) араб. عبد القادر البدري‎                                                                             | 2 июля 1967     | 25 октября 1967 | беспартийный | [ 5 ] |
| 9      |         | Абдул Хамид аль-Баккуш (1933—2007) араб. عبد الحميد البكوش‎                                                                            | 25 октября 1967 | 4 сентября 1968 | беспартийный | [ 6 ] |
| 10     |         | Ванис аль-Каддафи (1922—1986) араб. ونيس القذافي‎                                                                                      | 4 сентября 1968 | 31 августа 1969 | беспартийный | [ 7 ] |

## Ливийская Арабская Республика (1969—1977)
В ночь с 31 августа на 1 сентября 1969 года «Свободные офицеры — юнионисты-социалисты» (СОЮС) во главе с капитаном Муаммаром Каддафи совершили в стране государственный переворот, свергнув короля и арестовав королевскую семью. Аресту подверглись и ряд высших офицеров и члены правительства. Вся полнота государственной власти перешла к Совету революционного командования (СРК) под председательством Каддафи. Страна провозглашалась Ливийской Арабской Республикой (араб. الجمهورية العربية الليبية‎). Новое название страны подтверждено изданной 11 декабря Конституционной декларацией. В марте 1972 года в Ливии была создана массовая политическая партия Арабский социалистический союз, возглавленная Каддафи. Муаммар Каддафи объявил главной целью правительства уменьшить зависимость Ливии от иностранного влияния. Для общего управления был создан Совет министров; парламент ликвидирован, а функции законодательного органа взял на себя СРК. В сентябре 1973 года СРК принял закон о национализации иностранных нефтяных компаний (в собственность государства перешёл 51 % акций всех зарубежных нефтяных компаний). В 1974 году СРК принял ряд законов, основывающихся на нормах шариата. В 1977 году утверждено новое название страны — «Социалистическая Народная Ливийская Арабская Джамахирия».
|        | Портрет | Имя (годы жизни)                                                                                 | Полномочия      | Полномочия     | Партия       | Пр.   |
| Начало | Портрет | Имя (годы жизни)                                                                                 | Окончание       |                | Партия       | Пр.   |
| ------ | ------- | ------------------------------------------------------------------------------------------------ | --------------- | -------------- | ------------ | ----- |
| 11     |         | Махмуд Сулейман аль-Магриби (1935—2009) араб. محمود سليمان المغربي‎                               | 8 сентября 1969 | 16 января 1970 | беспартийный | [ 7 ] |
| 12     |         | Муаммар Мухаммед Абу Миньяр аль-Каддафи (1942—2011) араб. محمد معمر عبد السلام أبو منيار القذافي‎ | 16 января 1970  | 16 июля 1972   | военный      | [ 9 ] |
| 13     |         | Абдель Салам Джеллуд (1944—) араб. عبد السلام جلود‎                                               | 16 июля 1972    | 2 марта 1977   | беспартийный | [ 7 ] |

## Социалистическая Народная Ливийская Арабская Джамахирия (1977—1986)
2 марта 1977 года на чрезвычайной сессии Общенационального конгресса Арабского социалистического союза бала принята Декларация об установлении власти народа, утвержившая новое название страны — Социалистическая Народная Ливийская Арабская Джамахирия (араб. الجماهيرية العربية الليبية الشعبية الاشتراكية‎. Согласно декларации, Конгресс переименовывался во Всеобщий народный конгресс (ВНК), за которым закреплялись функции парламента. Исполнительным органом власти (правительством) становился Высший народный комитет. Коран провозглашался «основным законом общества», прекращалось действие Конституционной декларации 1969 года. Декларация 1977 года также устанавливала «прямую народную демократию», при которой управление должно было осуществляться через местные народные собрания и гражданские организации. На создаваемые с ноября Революционные комитеты возлагалось воплощение в жизнь принятых руководством важнейших решений в политических и социально-экономических областях.
На чрезвычайном заседании ВНК 2 марта 1979 года Каддафи и другие пять членов Генерального секретариата вышли из него, образовав Революционное руководство Ливии, сосредоточившее в своих руках реальную политическую власть в стране. С 1979 года и до своего свержения в 2011 году Каддафи продолжал де-факто являться главой государства, приняв почётное звание Братского вождя и руководителя революции. В 1973 году Ливия, воспользовавшись гражданской войной в Чаде, установила контроль над спорной территорией двух государств — полосой Аузу. В 1976 году страна официально аннексировала эту территорию. Однако потерпев поражение в войне, Ливия согласилась в 1987 году сесть за стол переговоров о принадлежности спорной территории. В 1994 году полоса Аузу была возвращена Чаду. В 1986 году США выдвинули обвинения в адрес Ливии в организации теракта на дискотеке в Западном Берлине, унёсшем жизни двух американских военнослужащих. В ночь на 15 апреля американская авиация в рамках операции «Каньон Эльдорадо» нанесла удары по военным объектам в Ливии. В том же месяце название страны было изменено на «Великую Социалистическую Народную Ливийскую Арабскую Джамахирию».
|        | Портрет | Имя (годы жизни)                                                | Полномочия      | Полномочия      | Партия       | Наименование должности                                                      | Пр.    |
| Начало | Портрет | Имя (годы жизни)                                                | Окончание       |                 | Партия       | Наименование должности                                                      | Пр.    |
| ------ | ------- | --------------------------------------------------------------- | --------------- | --------------- | ------------ | --------------------------------------------------------------------------- | ------ |
| 14     |         | Абдул Ати аль-Обейди (1939—2023) араб. عبد العاطي العبيدي‎       | 2 марта 1977    | 2 марта 1979    | беспартийный | Председатель Высшего национального комитета араб. رئيس للجنة الشعبية العامة‎ | [ 10 ] |
| 15 (I) |         | Джадалла Аззуз ат-Тальхи (1939—2024) араб. جاد الله عزوز الطلحي‎ | 2 марта 1979    | 23 февраля 1984 | беспартийный | Секретарь Высшего национального комитета араб. أمين للجنة الشعبية العامة‎    | [ 11 ] |
| 16     |         | Мухаммед аз-Зарук Раджаб (1940—) араб. محمد الزروق رجب‎          | 23 февраля 1984 | 2 марта 1986    | беспартийный | Секретарь Высшего национального комитета араб. أمين للجنة الشعبية العامة‎    | [ 11 ] |

## Великая Социалистическая Народная Ливийская Арабская Джамахирия (1986—2011)
В апреле 1986 года было утверждено новое название страны — Великая Социалистическая Народная Ливийская Арабская Джамахирия (араб. الجماهيرية العربية الليبية الشعبية الإشتراكية العظمى‎). В ноябре 1991 года США, Франция и Великобритания обвинили Ливию в причастности к взрывам американского и французского гражданских авиалайнеров. В апреле 1992 года Совбез ООН ввёл против страны санкции, однако летом 1998 года приостановил их действие, при условии выдачи ливийским правительством обвиняемых. В 1995 году Каддафи, в знак недовольства соглашением между Организацией освобождения Палестины и Израилем, выслал из Ливии 30 тысяч проживавших там палестинцев. В 2002 году Каддафи признал вину за теракт над Шотландией и объявил о выплате родственникам погибших денежной компенсации, в 2004 году — за теракт в Западном Берлине. В июне 2003 года на сессии ВНК Каддафи объявил, что правительство Ливии взяло курс на построение «народного капитализма». В стране началась приватизация нефтяной отрасли промышленности, составляющей основу национальной экономики. В марте 2008 года Каддафи объявил о реорганизации правительства и переходе к прямому распределению среди граждан доходов от продаж нефти (каждой ливийской семье выплачивалось 5 тыс. динаров). В 2011 году на фоне Арабской весны в Ливии начались массовые протесты, перешедшие в гражданскую войну. В августе все законодательные законы, в том числе закон, утвердивший прежнее название страны, отменялись, а принятая Конституционная декларация изменила название страны на «Ливию».
|         | Портрет | Имя (годы жизни)                                                | Полномочия      | Полномочия      | Партия       | Наименование должности                                                   | Пр.    |
| Начало  | Портрет | Имя (годы жизни)                                                | Окончание       |                 | Партия       | Наименование должности                                                   | Пр.    |
| ------- | ------- | --------------------------------------------------------------- | --------------- | --------------- | ------------ | ------------------------------------------------------------------------ | ------ |
| 15 (II) |         | Джадалла Аззуз ат-Тальхи (1939—2024) араб. جاد الله عزوز الطلحي‎ | 2 марта 1986    | 2 марта 1987    | беспартийный | Секретарь Высшего национального комитета араб. أمين للجنة الشعبية العامة‎ | [ 13 ] |
| 17      |         | Омар Мустафа аль-Мунтазир (1939—2001) араб. عمر مصطفى المنتصر‎   | 2 марта 1987    | 7 октября 1990  | беспартийный | Секретарь Высшего национального комитета араб. أمين للجنة الشعبية العامة‎ | [ 13 ] |
| 18      |         | Абузид Омар Дорда (1944—2022) араб. أبو زيد عمر دوردة‎           | 7 октября 1990  | 29 января 1994  | беспартийный | Секретарь Высшего национального комитета араб. أمين للجنة الشعبية العامة‎ | [ 13 ] |
| 19      |         | Абдул Маджид аль-Кауд (1943—) араб. عبد المجيد القعود‎           | 29 января 1994  | 29 декабря 1997 | беспартийный | Секретарь Высшего национального комитета араб. أمين للجنة الشعبية العامة‎ | [ 13 ] |
| 20      |         | Мухаммед Ахмед аль-Мангус (1967—) араб. محمد أحمد المنقوش‎       | 29 декабря 1997 | 1 марта 2000    | беспартийный | Секретарь Высшего национального комитета араб. أمين للجنة الشعبية العامة‎ | [ 13 ] |
| 21      |         | Имбарек Абдаллах аль-Шамех (1950—) араб. أمبارك عبدالله الشامخ‎  | 1 марта 2000    | 13 июня 2003    | беспартийный | Секретарь Высшего национального комитета араб. أمين للجنة الشعبية العامة‎ | [ 13 ] |
| 22      |         | Шукри Мухаммед Ганем (1942—2012) араб. شكري محمد غانم‎           | 13 июня 2003    | 5 марта 2006    | беспартийный | Секретарь Высшего национального комитета араб. أمين للجنة الشعبية العامة‎ | [ 13 ] |
| 23      |         | Багдади Али аль-Махмуд (1945—) араб. البغدادي علي المحمودي‎      | 5 марта 2006    | 10 августа 2011 | беспартийный | Секретарь Высшего национального комитета араб. أمين للجنة الشعبية العامة‎ | [ 13 ] |

## Гражданская война и двоевластие (с 2011)
15 февраля 2011 года в городе Бенгази на фоне «арабской весны» вспыхнули акции протеста с требованием отставки Муаммара Каддафи, правившего страной с 1969 года. Примеру Бенгази последовали другие города. К концу месяца мятежникам удалось взять контроль над всей Киренаикой. 5 марта для управления контролируемой территории в Бенгази был создан Переходный национальный совет (ПНС), состоявший в оппозиции правительственным органам Ливии. В ходе гражданской войны в стране сложилось двоевластие. 17 марта Совбез ООН принял Резолюцию 1973, санкционировавшую иностранное военное вмешательство. 19 марта Франция нанесла авиаудары по силам Каддафи, 23 марта началась полномасштабная военная интервенция НАТО. В ходе войны 3 августа ПНС принял Конституционную декларацию, обнародованную 10 августа. Согласно декларации, вся полнота государственной власти передавалась Совету, который становился высшим законодательным органом (ст. 17). Все законодательные акты, изданные ВНК, в том числе закон, утвердивший прежнее название страны, отменялись, а принятая декларация изменила название страны на Ливию (араб. ليبيا‎). 20 октября после битвы за город Сирт свергнутый Каддафи был схвачен и казнён повстанцами. Через три дня ПНС объявил о прекращении гражданской войны. 31 октября завершилась операция НАТО.
В январе 2012 года была создана Высшая национальная избирательная комиссия, главной целью которой была организация проведения выборов во Всеобщий национальный конгресс (ВНК), призванный заменить ПНС в качестве высшего законодательного органа власти в стране. Первоначально выборы были назначены на июнь, однако позже перенесены на июль. 8 августа в Триполи состоялось учредительное заседание новоизбранного парламента, на котором ПНС передал власть в Ливии Конгрессу, после чего объявил о самороспуске. ВНК должен был сформировать новое правительство и подготовить проект Конституции. 21 января 2013 года постановлением Конгресса утверждено новое название страны — Государство Ливия (араб. دولة ليبيا‎). В июне 2014 года состоялись выборы в Палату представителей — новый законодательный орган в Ливии. 4 августа ВНК передал полномочия парламента Палате представителей, после чего распустился. Председатель самораспустившегося ВНК Нури Абу Сахмейн вместе с кандидатами, потерпевшими поражение на июньских выборах, создали Новый Всеобщий национальный конгресс (НВНК), состоявший в оппозиции легитимной Палате представителей, заседавшей в Тобруке. С помощью вооружённых группировок НВНК взял под контроль столицу Ливии — Триполи. При НВНК было сформировано Правительство национального спасения. В стране вновь сложилось двоевластие, началась вторая гражданская война.
17 декабря 2015 года при содействии ООН враждующие стороны подписали в Схирате (Марокко) мирное соглашение. Согласно условиям соглашения, будет сформировано временное правительство — Правительство национального согласия (ПНС), а при нём, с целью проведения президентских выборов в течение двух лет, высший исполнительный орган власти — Президентский совет; Палата представителей продолжит являться законодательным органом (парламентом); консультативным органом станет Высший государственный совет, сформированный из членов, назначенных НВНК; сам НВНК будет распущен. Фаиз Сарадж, избранный главой правительства и Президентского совета, приступил к исполнению обязанностей в Тунисе. 30 марта 2016 года ас-Сарадж прибыл в Триполи. 5 апреля, как и планировалось, Правительство национального спасения передало свои полномочия Президентскому совету и вместе с НВНК распустилось. Палата представителей трижды отклоняла предложение по составу ПНС и, в целом, признавала Схиратское соглашение не легитимным, а вскоре и вовсе отказалась от сотрудничества с ПНС, сформировав собственное правительство в Торбруке. Ливийская национальная армия (ЛНА), подчиняющаяся Палате представителей, продолжила войну с Ливийской армией ПНС. 23 октября 2020 года между представителями ЛНА и Ливийской армии подписано соглашение о постоянном прекращении огня — вторая гражданская война завершилась. 5 февраля 2021 года в Женеве на заседании Форума политического диалога Ливии Мухаммед Юнис аль-Манфи был избран новым председателем Президентского совета, с тех пор возглавляющего Правительство национального единства (ПНЕ), председателем (премьер-министром) которого избран Абдель Хамид ад-Дбейба. 15 марта ад-Дбейба утверждён Палатой представителей, вступив в должность в тот же день.
|           | Портрет         | Имя (годы жизни)                                                  | Полномочия      | Полномочия      | Партия       | Выборы       | Кабинет     | Наименование должности | Пр.                  |
| Начало    | Портрет         | Имя (годы жизни)                                                  | Окончание       |                 | Партия       | Выборы       | Кабинет     | Наименование должности | Пр.                  |
| --------- | --------------- | ----------------------------------------------------------------- | --------------- | --------------- | ------------ | ------------ | ----------- | --- | -------------------- |
| 24        |                 | Махмуд Джибриль аль-Варфали (1952—2020) араб. محمود جبريل الورفلي‎ | 10 августа 2011 | 23 октября 2011 | беспартийный | [ комм. 2 ]  | Джибриль    | Председатель Исполнительного бюро Переходного национального совета араб. رئيس المكتب التنفيذي المجلس الوطني الانتقالي‎                  | [ 21 ] [ 22 ] [ 23 ] |
| и. о.     |                 | Али ат-Тархуни (1951—) араб. علي الترهوني‎                         | 23 октября 2011 | 24 ноября 2011  | беспартийный | [ комм. 3 ]  | Джибриль    | Заместитель Председателя Исполнительного бюро Переходного национального совета араб. نائب رئيس المكتب التنفيذي المجلس الوطني الانتقالي‎ |                      |
| 25        |                 | Абдель Рахим аль-Киб (1950—2020) араб. عبد الرحيم الكيب‎           | 24 ноября 2011  | 14 ноября 2012  | беспартийный | [ комм. 4 ]  | Аль-Киб     | Премьер-министр араб. رئيس الوزراء‎ | [ 24 ] [ 25 ] [ 26 ] |
| 26        |                 | Али Зейдан (1950—) араб. علي زيدان‎                                | 14 ноября 2012  | 11 марта 2014   | беспартийный | [ комм. 6 ]  | Зейдан      | Председатель Временного правительства араб. رئيس الحكومة المؤقتة‎                                                                       | [ 27 ] [ 28 ] [ 29 ] |
| и. о.     |                 | Абдалла Абдуррахман ат-Тани (1954—) араб. عبد الله الثني‎          | 11 марта 2014   | 8 апреля 2014   | беспартийный | [ комм. 8 ]  | Ат-Тани (I) | Председатель Временного правительства араб. رئيس الحكومة المؤقتة‎                                                                       | [ 30 ] [ 31 ] [ 32 ] |
| 27 (I—II) | 8 апреля 2014   | Абдалла Абдуррахман ат-Тани (1954—) араб. عبد الله الثني‎          | 29 августа 2014 |                 | беспартийный | [ комм. 8 ]  | Ат-Тани (I) | Председатель Временного правительства араб. رئيس الحكومة المؤقتة‎                                                                       | [ 30 ] [ 31 ] [ 32 ] |
| 27 (I—II) | 29 августа 2014 | Абдалла Абдуррахман ат-Тани (1954—) араб. عبد الله الثني‎          | 30 марта 2016   | [ комм. 9 ]     | беспартийный | Ат-Тани (II) |             | Председатель Временного правительства араб. رئيس الحكومة المؤقتة‎                                                                       | [ 30 ] [ 31 ] [ 32 ] |
| 28        |                 | Фаиз Мустафа ас-Сарадж (1960—) араб. فائز مصطفى السراج‎            | 30 марта 2016   | 15 марта 2021   | беспартийный | [ комм. 11 ] | Ас-Сарадж   | Председатель Правительства национального согласия араб. رئيس لحكومة الوفاق الوطني‎                                                      | [ 33 ] [ 34 ] [ 35 ] |
| 29        |                 | Абдель Хамид Мухаммед ад-Дбейба (1959—) араб. عبد الحميد الدبيبة‎  | 15 марта 2021   | действующий     | беспартийный | [ комм. 12 ] | Дбейба      | Председатель Правительства национального единства араб. رئيس لحكومة الوحدة الوطنية‎                                                     | [ 20 ] [ 36 ] [ 37 ] |

## Оппозиционные правительства гражданской войны

### Правительство Ахмеда Майтыга (Триполи, 2014)
13 апреля 2014 года после нападения на Абдаллу ат-Тани глава правительства подал прошение об отставке. Ат-Тани должен был исполнять обязанности председателя Временного правительства до назначения нового премьер-министра. Избрание главы кабинета министров было запланировано на 28 апреля, однако после стрельбы в парламенте в назначенный день выборы во Всеобщем национальном конгрессе прошли 4 мая. ВНК вынес вотум доверия новому премьер-министру, которым стал Ахмед Майтыг. Однако некоторые парламентарии осудили избрание премьер-министра, заявив, что при отсутствии кворума за Майтыга проголосовало 113 депутатов (вместо необходимого минимума в 120 голосов), и обратились в суд. Несмотря на избрание нового председателя Временного правительства, ат-Тани отказался передавать полномочия Майтыгу. 25 мая парламент также вынес вотум доверия составу правительства Майтыга, которое начало функционировать параллельно с кабинетом ат-Тани. Спустя две недели, 5 июня, Высший конституционный суд признал избрание Майтыга недействительным. 9 июня суд подтвердил своё решение и призвал Майтыга вместе с правительством добровольно уйти в отставку. Ат-Тани повторно был назначен премьер-министром — правительственный кризис завершился.
|        | Портрет | Имя (годы жизни)                                           | Полномочия | Полномочия  | Партия       | Выборы       | Кабинет | Пр.    |
| Начало | Портрет | Имя (годы жизни)                                           | Окончание  |             | Партия       | Выборы       | Кабинет | Пр.    |
| ------ | ------- | ---------------------------------------------------------- | ---------- | ----------- | ------------ | ------------ | ------- | ------ |
| 1      |         | Ахмед Омар Ахмед Майтыг (1972—) араб. أحمد عمر أحمد معيتيق‎ | 4 мая 2014 | 9 июня 2014 | беспартийный | [ комм. 13 ] | Майтыг  | [ 42 ] |

### Правительство национального спасения (Триполи, 2014—2017)
8 августа 2014 года кандидаты, потерпевшие поражение на июньских парламентских выборах, создали Новый Всеобщий национальный конгресс (НВНК), состоявший в оппозиции легитимной Палате представителей, заседавшей в Тобруке. С помощью вооружённых группировок НВНК взял под контроль столицу Ливии — Триполи, где стал заседать оппозиционный парламент. 25 августа НВНК избрал премьер-министром Омара аль-Хаси, которому было поручено сформировать Правительство национального спасения. 6 сентября глава правительства и состав кабмина были приведены к присяге. 31 марта 2015 года НВНК вынес аль-Хаси вотум недоверия, назначив исполняющим обязанности премьер-министра Халифу аль-Гави. 17 декабря в марокканском городе Схират между оппозицией и Тобрукским правительством подписано мирное соглашение, в соответствии с которым в стране создастся Правительство национального согласия (ПНС) с резиденцией в Триполи. Руководством правительства займётся Президентский совет. Оппозиционный кабмин передаст полномочия новому правительству, после чего распустится.
30 марта 2016 года в Триполи из Туниса прибыл Фаиз ас-Сарадж. 31 марта ПНС взяло под контроль офисы министерств, в том числе премьер-министра, а аль-Гави бежал в Мисурату. 5 апреля, как и планировалось, оппозиционные правительство и парламент передали власть ПНС и Президентскому совету соответственно и распустились. 14 октября силы, верные распущенному НВНК, захватили здание Высшего государственного совета и объявили о восстановлении Правительства национального спасения во главе с аль-Гави. Наряду с ПНС и Тобрукским правительством, кабмин аль-Гави претендовал на власть в стране, однако не был признан легитимным: в Ливии сложилось троевластие. 14 марта 2017 года бои между силами ас-Сараджа и аль-Гави распространились на другие районы Триполи. 16 марта между враждующими сторонами подписано соглашение о прекращении огня и выводе войск аль-Гави из города в течение месяца. Правительство национального спасения было окончательно распущено.
|          | Портрет         | Имя (годы жизни)                           | Полномочия      | Полномочия     | Партия       | Кабинет  | Пр.    |
| Начало   | Портрет         | Имя (годы жизни)                           | Окончание       |                | Партия       | Кабинет  | Пр.    |
| -------- | --------------- | ------------------------------------------ | --------------- | -------------- | ------------ | -------- | ------ |
| 1        |                 | Омар аль-Хаси (1949—) араб. عمر الحاسي‎     | 6 сентября 2014 | 31 марта 2015  | беспартийный | Аль-Хаси | [ 43 ] |
| и. о.    |                 | Халифа аль-Гави (1964—) араб. خليفة الغويل‎ | 1 апреля 2015   | 1 декабря 2015 | беспартийный | Аль-Гави | [ 44 ] |
| 2 (I—II) | 1 декабря 2015  | Халифа аль-Гави (1964—) араб. خليفة الغويل‎ | 5 апреля 2016   |                | беспартийный | Аль-Гави | [ 44 ] |
| 2 (I—II) | 14 октября 2016 | Халифа аль-Гави (1964—) араб. خليفة الغويل‎ | 16 марта 2017   |                | беспартийный | Аль-Гави | [ 44 ] |

### Правительство Абдаллы ат-Тани (Тобрук, 2016—2021)
17 декабря 2015 года в Схирате между оппозиционным Правительством национального спасения и Тобрукским правительством во главе с Абдаллой ат-Тани подписано мирное соглашение, в соответствии с которым в стране создастся Правительство национального согласия (ПНС) с резиденцией в Триполи, а кабинет министров в Тобруке сложит полномочия, передав вместе с оппозиционным правительством власть ПНС. Палата представителей (ПП) продолжит являться парламентом. 30 марта 2016 года глава ПНС Фаиз ас-Сарадж прибыл в Триполи, после чего 5 апреля Правительство нацспасения передало власть ПНС и распустилось. Однако сформированное ПП Тобрукское правительство продолжило функционировать параллельно с ПНС, вопреки декабрьскому соглашению, так как парламент отказался признавать Схиратское соглашение действительным и отклонил предложение по составу ПНС, мотивируя свою позицию преобладанием в кабинете исламистов. Ливийская национальная армия, подчинявшаяся Палате представителей, продолжила войну с Ливийской армией ПНС. 13 сентября 2020 года ат-Тани и правительство подали в отставку. 23 октября, посредством соглашения, вторая гражданская война завершилась. 15 марта 2021 года с созданием Правительства национального единства кабмин в Тобруке был распущен.
|        | Портрет | Имя (годы жизни)                                         | Полномочия    | Полномочия    | Партия       | Кабинет |
| Начало | Портрет | Имя (годы жизни)                                         | Окончание     |               | Партия       | Кабинет |
| ------ | ------- | -------------------------------------------------------- | ------------- | ------------- | ------------ | ------- |
| 1      |         | Абдалла Абдуррахман ат-Тани (1954—) араб. عبد الله الثني‎ | 30 марта 2016 | 15 марта 2021 | беспартийный | Ат-Тани |

### Правительство национальной стабильности (Сирт, с 2022)
21 сентября 2021 года Палата представителей (ПП) вынесла вотум недоверия Правительству национального единства (ПНЕ). 10 февраля 2022 года избрала Фатхи Башагу премьер-министром. Председатель ПНЕ ад-Дбейба осудил избрание Башаги, заявив о намерении передать власть только после общенациональных выборов. Между тем лидер Ливийской национальной армии Халифа Хафтар одобрил избрание премьер-министром Фатхи Башаги. 1 марта ПП вынесла вотум доверия составу Правительства национальной стабильности (ПНСт), представленного Башагой. Фатха Башага и министры ПНСт были приведены к присяге 3 марта. ПНЕ отказалось передавать полномочия кабмину Башаги. Заседавшее в Тобруке ПНСт стало претендовать на власть в стране — в Ливии вновь сложилось двоевластие. В июле Правительство переместилось в Сирт. В мае 2023 года председательство Башаги было приостановлено. Временно замещающим Башагу назначен Усама Хамада.
Курсивом и серым цветом выделена дата начала полномочий Усамы Хамады, временно замещающего Фатхи Башагу, находящегося под арестом.
|        | Портрет | Имя (годы жизни)                                                      | Полномочия   | Полномочия  | Партия       | Кабинет | Пр.    |
| Начало | Портрет | Имя (годы жизни)                                                      | Окончание    |             | Партия       | Кабинет | Пр.    |
| ------ | ------- | --------------------------------------------------------------------- | ------------ | ----------- | ------------ | ------- | ------ |
| 1      |         | Фатхи Али Абдул Салам Башага (1962—) араб. فتحي علي عبد السلام باشاغا‎ | 3 марта 2022 | действующий | беспартийный | Башага  | [ 53 ] |
| и. о.  |         | Усама Саад Хамада Салех (1979—) араб. أسامة ساد حامد صالح‎             | 16 мая 2023  | действующий | беспартийный | Башага  | [ 55 ] |